# Ramphopoma magnus
Ramphopoma magnus es una especie de gasterópodo de la familia Hydrobiidae, endémico de la cuenca del lago Titicaca.

## Descripción
Mide 4,5 a 5,4 mm de altura. Su concha relativamente translúcida en los individuos jóvenes se vuelve opaca y blancuzca en los maduros. Su forma es piramidal; generalmente presenta 7 espiros, con los 5 primeros más grandes en la periferia. El enroscamiento es siniestro y la torsión invaginada. La abertura mide 2,2 por 1,5 mm, es de forma ovalada, aunque puntiaguda en las partes anterior y posterior. El opérculo es oblongo.